# Euphyia definita
Euphyia definita är en fjärilsart som beskrevs av W. Warren 1907. Euphyia definita ingår i släktet Euphyia och familjen mätare. Inga underarter finns listade i Catalogue of Life.